# 埃斯皮诺萨德塞尔韦拉
埃斯皮诺萨德塞尔韦拉，是西班牙卡斯蒂利亚-莱昂布尔戈斯省的一个市镇。总面积30平方公里，总人口110人（2001年），人口密度4人/平方公里。